# Standards de Westminster

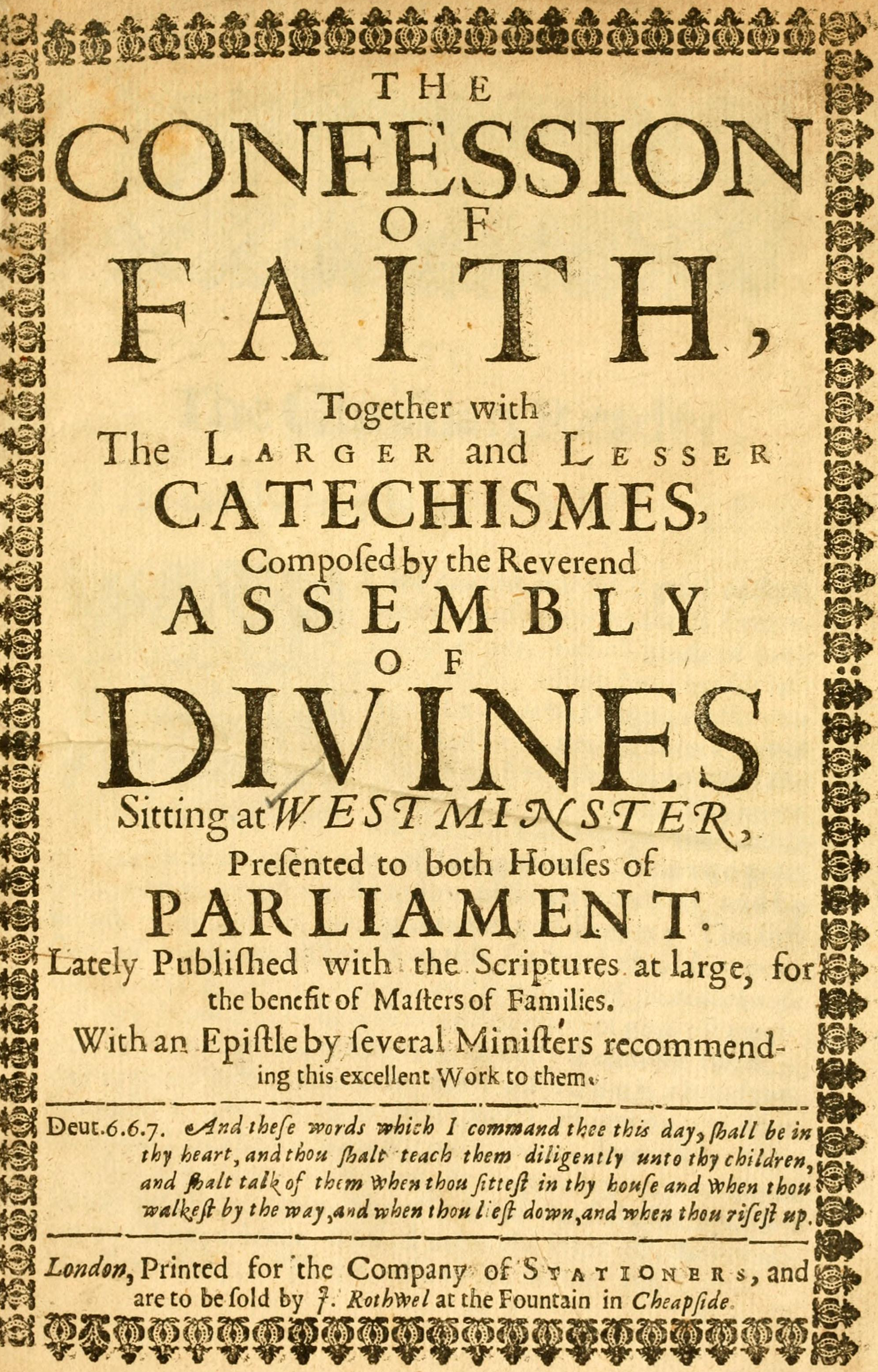
Page de titre d'une édition de 1658 des Standards de Westminster publiés en Angleterre. Il inclut les références bibliques "au sens large", ce qui signifie qu'elles sont entièrement écrites.

Les Standards de Westminster sont un regroupement de documents rédigés lors de l’assemblée de Westminster qui a eu lieu de 1643 à 1649. Dans ceux-ci, on retrouve la Confession de foi de Westminster, le Petit catéchisme de Westminster (en), le Grand catéchisme de Westminster (en), le Répertoire de Westminster (en) , et la forme du gouvernement de l’Église presbytérienne (en) . Ces documents représentent la doctrine et la politique des Églises presbytériennes anglaise et écossaise au XVIIe siècle. Certains d’entre eux tel que la confession de Westminster, le Grand et le Petit catéchisme de Westminster ont été adoptés par plusieurs dénominations chrétiennes réformées et presbytériennes comme normes doctrinales,. 
À la suite de l’approbation de la Confession de foi et des catéchismes par l'Église d'Écosse en 1648, des imprimeurs d’Angleterre et d’Écosse entreprirent la production et la publication de ces documents avec d’autres documents religieux dans des collections nommées Standards de Westminster. En 1658, les imprimeurs ont commencé à inclure dans leurs collections les passages bibliques complets cités dans les documents confessionnels et celles-ci ont ensuite été normalisées dans une édition de 1728 faisant suite à une œuvre de 1679 publiée par les Covenantaires exilés en Hollande. Ces collections contiennent vingt-deux documents, incluant notamment des œuvres de dévotion religieuse et des actes parlementaires en lien avec l’assemblée de Westminster, destinés à servir de manuels ecclésiastiques ainsi que de livres populaires compréhensifs religieux. Encore à ce jour, la version des Standards de Westminster de 1728 continue d’être imprimée par l'Église presbytérienne libre d'Écosse (en). 
Au XIXe siècle, plusieurs églises se sont séparées de l’Église d’Écosse en raison du fait que celle-ci avait cessé de faire référence à des documents reflétant les éditions normalisées des Standards de Westminster. Les dissidents affirmaient que l’assemblée générale de l’Église d’Écosse (équivalent du synode général) avait adopté ces documents, mais en réalité seule la Confession de foi et les catéchismes avaient été acceptés par un vote de l’assemblée générale. 

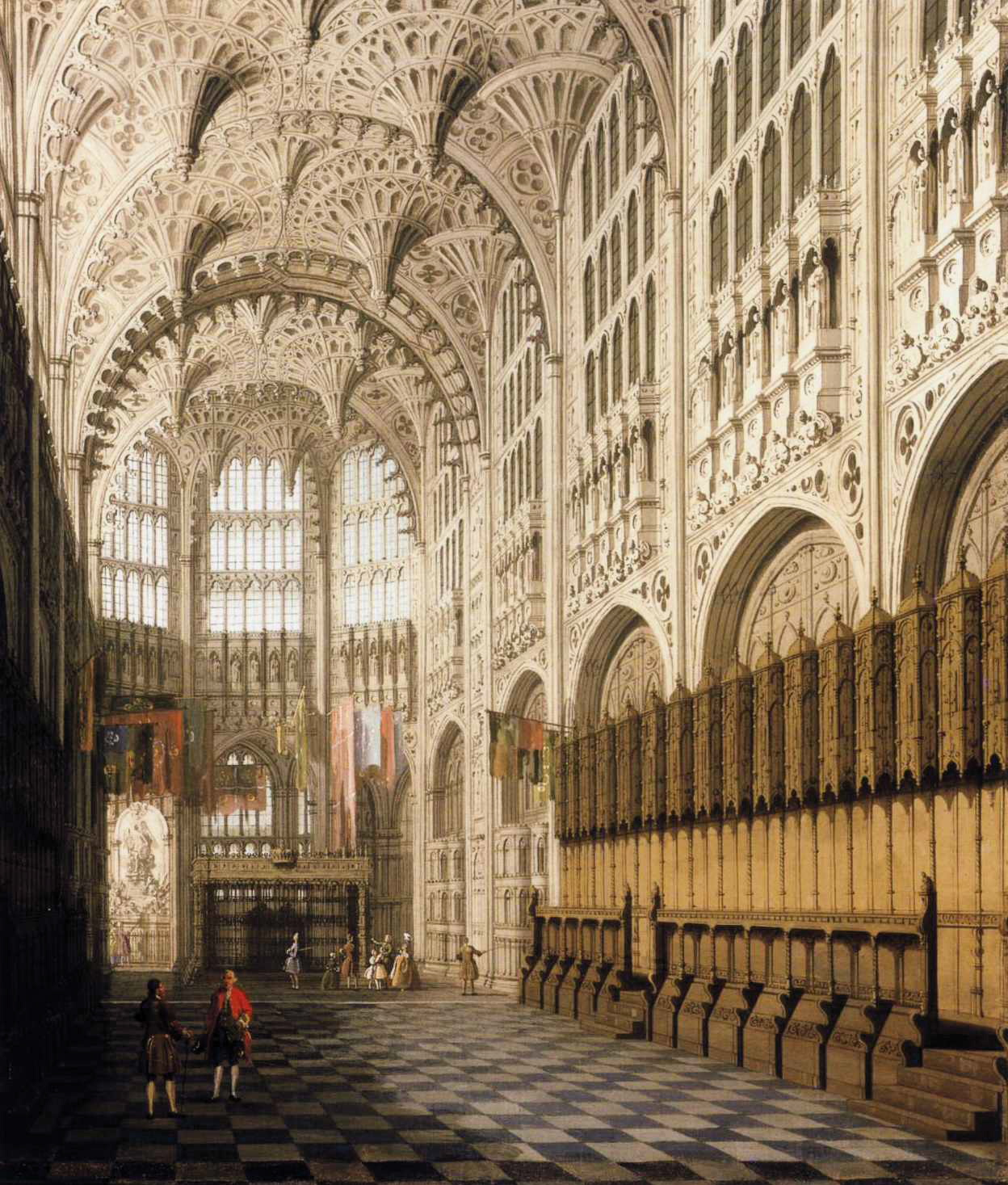
L'intérieur de la chapelle Henry VII où la première rencontre de l'assemblée de Westminster a eu lieu et où débuta l'élaboration des documents qui vont former les Standards de Westminster.

## Voir également
- Trois formes d'unité